# Disruptive Technologie
Disruptive Technologien (oft auch „Disruptive Innovationen“; englisch to disrupt „unterbrechen“ bzw. „stören“) sind Innovationen, die die Erfolgsserie einer bereits bestehenden Technologie, eines bestehenden Produkts oder einer bestehenden Dienstleistung ersetzen oder diese vollständig vom Markt verdrängen und die Investitionen der bisher beherrschenden Marktteilnehmer obsolet machen. Oftmals beschreibt Disruption den Prozess eines ressourcenarmen Unternehmens, das große und etablierte Firmen herausfordert.

## Prinzip
Die Theorie der disruptiven Technologie wurde von Clayton M. Christensen entwickelt, der an der Harvard Business School lehrte; er hat den Begriff „disruptive Technologie“ als erster benutzt. Im Titel der deutschsprachigen Übersetzung von Christensens Hauptwerk "The Innovator's Dilemma" wird der Vorgang „bahnbrechende Innovationen“ genannt, wodurch deutlich wird, dass es in dem Buch nicht nur um die Folgen technischen Fortschritts im engeren Wortsinn geht.
Disruptive Innovationen sind Christensen zufolge meist am unteren Ende des Marktes und in neuen Märkten zu finden. Die neuen Märkte entstehen für die etablierten Anbieter in der Regel unerwartet und sind für diese, besonders auf Grund ihres zunächst kleinen Volumens oder Kundensegmentes, uninteressant. Sie können im Zeitverlauf ein starkes Wachstum aufweisen und vorhandene Märkte bzw. Produkte und Dienstleistungen komplett oder teilweise verdrängen.
Disruptive Technologien sind etablierten Produkten anfangs meist unterlegen. Beispielsweise boten die neuen Flash-Speicher gegenüber den klassischen Festplatten in Bezug auf Kapazität, Zuverlässigkeit und Preis anfangs kaum Vorteile; deshalb wurden weiter Festplatten in PCs eingebaut. Weil Flash-Speicher jedoch sehr klein und schnell sind und wenig Energie verbrauchen, wurden sie zunächst in neuen Anwendungsgebieten eingesetzt, etwa als USB-Sticks, in Digitalkameras und in MP3-Playern. Inzwischen werden sie auch in Laptops und anderen mobilen Geräten als Ersatz der traditionellen Festplatten verwendet. Aufgrund des großen Erfolgs in den neuen Märkten setzen zwei Entwicklungen zugunsten der disruptiven Technologie ein: Die Absatzzahlen von Flash-Speichern steigen, wodurch die Preise fallen. Dadurch können die Speicher weiter verbessert werden.
Laut dem Paradoxon der disruptiven Innovation verliert eine Disruption ihre begriffliche Einordnung als solche, sofern etablierte Marktteilnehmer die potenzielle Disruption frühzeitig erkennen und erfolgreich in ihre eigenen Strukturen integrieren.
Adrian Daub beschreibt in seinem Buch Was das Valley denken nennt den Zusammenhang und die Unterschiede zwischen den Konzepten Schöpferische Zerstörung und der Disruption. Laut Daub ist das Konzept der Disruption auf der Behauptung errichtet, dass sich die Dinge immer stärker beschleunigen und es daher nicht möglich ist, die Dinge sinnvoll zu regulieren. Diese Denkschule wird Akzelerationismus genannt. Schumpeter ging hingegen davon aus, dass Zerstörungen Widerstand hervorrufen und es daher immer bessere und tiefgreifendere Regulierung geben wird. Daher nennt Daub die Disruption auch eine Theodizee des Hyperkapitalismus.
Michael Park (University of Minnesota) und seine Forschungspartner attestierten 2021 anhand einer Übersichtsstudie, dass sich in Wissenschaftssystem und Technologiemärkten immer weniger Disruption und entsprechende Durchbrüche beobachten ließen. Sie führten dies auf den Zuwachs relevanter Publikationen sowie die begrenzten Kapazitäten der Beteiligten zurück und empfehlen diversere Gruppenzusammenstellungen und neue Formen der Kollaboration.

## Beispiele
- IP-Telefonie (VoIP): Zunächst war die VoIP-Technik mit vielen Nachteilen verbunden: So war die Sprachqualität anfangs schlechter, zudem waren nicht alle Telefonnummern erreichbar. Die Technik entwickelte sich durch den Ausbau der Infrastruktur des Internets weiter, unter anderem über die Entwicklung des Enablers „ADSL“ wurde die Sprachqualität verbessert. Nach der Standardisierung im SIP-Protokoll ermöglichten Anbieter einen unkomplizierten Zugang zu normalen Festnetz-Nummern. Die Preise waren zunächst noch höher, jedoch konnten mit steigender Verbreitung immer mehr kostenlose Verbindungen angeboten werden (siehe WhatsApp).
- Digitalkamera: Zunächst konnten Digitalkameras qualitativ nicht überzeugen. Auflösungen unter einem Mega-Pixel stellten einen großen Nachteil gegenüber der klassischen Kleinbild-Fotografie dar. Demgegenüber traten viele Vorteile dieser Technik im Laufe der Zeit deutlich hervor: Das Bildergebnis ließ sich sofort überprüfen, die Bilder ließen sich sofort weiterverarbeiten oder kopieren, ohne dass dafür nennenswerte Kosten entstanden. Die Bildqualität verbesserte sich so weit, dass Digitalkameras die analogen Kameras nahezu verdrängt haben.[7]
- Halbleiterelektronik: In den Anfangsjahren waren die Halbleiter den beheizten Röhren noch unterlegen. Als es aber gelang, Halbleiterbauelemente für größere Leistungen und höhere Frequenzen zu bauen, verdrängten diese die Elektronenröhren immer mehr, da die Halbleiterelektronik kleiner, zuverlässiger und energieeffizienter ist.
- Desktop-Publishing (Computersatz) ersetzte die klassische Druckvorstufe: die Papiermontage, die analoge Reprotechnik und den Bleisatz.
- CAD ersetzte das technische Zeichnen.
- Die Compact Disc verdrängte ab Mitte der 1980er Jahre die Musikkassette und die Vinyl-Schallplatte.
- Die DVD verdrängte in den 2000er-Jahren die VHS-Videobänder.
- Flachbildschirme verdrängten in den 2000er-Jahren die Röhrenmonitore und -fernseher.
- Smartphones mit Touchscreens ersetzen nach 2007 die Handys mit Tastatur (siehe Nokia)[8].

## Kritik
Jill Lepore, Professorin für Geschichte an der Harvard University, bewertet Christensens Disruptionstheorie als „gegründet auf Panik, Angst und wackeliger Beweiskraft“ ("founded on panic, anxiety, and shaky evidence"). Sie weist auf die Tatsache hin, dass in großen Teilen der von Christensen ihrer Ansicht nach verkürzt dargestellten Fallbeispiele in Wirklichkeit die langfristig operierenden Unternehmen, die auf kontinuierliche Innovationen setzen, über einen längeren Betrachtungszeitraum ihren Marktanteil gehalten oder ausgebaut hätten, während die meisten mit der Absicht, die Wirtschaft disruptiv zu verändern, gegründeten Startups zwar anfangs Erfolge hätten erzielen können, aber mittelfristig insolvent geworden oder aufgekauft worden seien. Abgesehen davon seien viele „Disrupter“ gar keine Startups, sondern etablierte Firmen, die zuvor auf anderen Märkten aktiv gewesen und deshalb mit genügend Eigenkapital ausgestattet gewesen seien. Lepore hält Clayton Christensen vor, dass dieser lediglich den Gründen nachgegangen sei, warum etablierte Firmen durch das Wirksamwerden disruptiver Innovationen scheitern und warum Startups gelegentlich disruptive Wirkungen entfalten. Etablierte Firmen, die sich am Markt behaupten, und deren erfolgreiche Abwehrmethoden seien nicht sein Thema, ebenso wenig wie die Gründe, die dazu führten, dass Startups nicht disruptive Wirkungen entfalten können. Ihre Kritik bringt sie mit den Worten auf den Punkt: „Disruptive innovation is a theory about why businesses fail. It’s not more than that. It doesn’t explain change. It’s not a law of nature. It’s an artifact of history, an idea, forged in time; it’s the manufacture of a moment of upsetting and edgy uncertainty. Transfixed by change, it’s blind to continuity. It makes a very poor prophet.“
(„Die Theorie der ‚Disruptiven Innovation‘ ist eine Theorie darüber, warum Geschäftsmodelle scheitern. Mehr nicht. Sie ist nicht in der Lage, Wandel zu erklären. Sie ist kein Naturgesetz. Sie ist ein Konstrukt der Geschichte, eine Idee, die für ihre Entstehungszeit geschmiedet wurde. Sie ist das Produkt eines Augenblicks der Aufregung und nervöser Ungewissheit. Durch ihre Fixierung auf den Wandel ist sie blind für Kontinuität. Ihre Prognosekraft ist sehr gering.“)
Auch wird Christensen vorgeworfen, dass er nicht verstanden habe, wie Business-Plattformen funktionieren. Den Erfolg von Firmen wie airbnb und Uber könne er deshalb nicht erklären. Christensen habe mehrmals ausdrücklich festgestellt, dass Uber kein Beispiel für Disruption sei. Dabei ignoriere er, dass Uber nicht nur eine Konkurrenz für Taxifirmen, sondern auch für Berufsfahrer in großer Zahl sei. Mit einem Taxiunternehmen, das keine Taxis besitze, und einer Zimmervermittlung, die über keine eigenen Unterkünfte verfüge, könne er nichts anfangen. Christensens Hauptfehler bestehe darin, dass er systematisch die Produzenten von Waren und Dienstleistungen in seiner Theorie ignoriere.